# 摩西行动
摩西行动（希伯來語：מבצע משה, Mivtza Moshe）是指在1984年大饥荒中，从苏丹转移埃塞俄比亚犹太人的行动。这次行动得名于圣经人物摩西，由以色列国防军、中央情报局、美国驻喀土穆大使馆、雇佣军，和苏丹国家安全部队进行合作。 
行动自1984年11月21日开始，于1985年1月5日结束，目标是将8,000名埃塞俄比亚犹太人从苏丹空运至以色列。数千名埃塞俄比亚犹太人徒步逃往苏丹的难民营。估计在跋涉过程中死亡人数多达4000人。苏丹默许以色列撤离难民。但是媒体报道此事后，阿拉伯国家向苏丹施加压力，停止空运。1,000名埃塞俄比亚犹太人被留了下来。其中大部分人后来在美国为首的约书亚行动中撤离。在以色列有1,000多名所谓的“环境孤儿”，他们与仍然在非洲的家人失散，直至1991年的所罗门行动转移了14,000名犹太人到以色列。
有一部以色列-法国电影紧握生命的希望（Live and Become）以这次行动为主题，由罗马尼亚出生的拉杜瓦西米赫伊莱亚努导演。这部电影表现一名埃塞俄比亚儿童的基督徒母亲设法使他和犹太人一起移民到以色列，以躲避埃塞俄比亚严重的饥荒。这部电影赢得2005年哥本哈根国际电影节的最佳影片奖。

## 延伸阅读
- Meiri, Baruch 2001, "The Dream Behind Bars: The Story of the Prisoners of Zion from Ethiopia", Gefen Publishing House. ISBN 965-229-221-4
- Poskanzer, Alisa 2000, "Ethiopian Exodus", Gefen Publishing House. ISBN 965-229-217-6
- Rosen, Ricki 2006, "Transformations: From Ethiopia to Israel", Gefen Publishing House. ISBN 965-229-377-6
- Samuel, Naomi 1999, "The Moon is Bread", Gefen Publishing House. ISBN 965-229-212-5
- Shimron, Gad 2007, "Mossad Exodus; The Daring Undercover Rescue of the Lost Jewish Tribe", Gefen Publishing House. ISBN 978-9652294036
- Yilma, Shmuel 1996, "From Falasha to Freedom: An Ethiopian Jew's Journey to Jerusalem", Gefen Publishing House. ISBN 965-229-169-2
- Viktor Ostrovsky, , Stoddard Publishing, 1990